# Dystrykt Upper Dir
Dystrykt Upper Dir (paszto: دیر بالا) – dystrykt w północnym Pakistanie w prowincji Chajber Pasztunchwa. W 1998 roku liczył 575 852 mieszkańców (z czego 50,63% stanowili mężczyźni) i obejmował 71 705 gospodarstw domowych. Siedzibą administracyjną dystryktu jest Dir.